# 37309 Pajuelo
37309 Pajuelo è un asteroide della fascia principale. Scoperto nel 2001, presenta un'orbita caratterizzata da un semiasse maggiore pari a 2,6423357 au e da un'eccentricità di 0,1287604, inclinata di 15,05742° rispetto all'eclittica.